# Gymnosporia uniflora
Gymnosporia uniflora là một loài thực vật có hoa trong họ Dây gối. Loài này được Davison mô tả khoa học đầu tiên năm 1927.